# Ravenia baracoensis
Ravenia baracoensis är en vinruteväxtart som beskrevs av A. Borhidi & O. Muniz. Ravenia baracoensis ingår i släktet Ravenia och familjen vinruteväxter. Inga underarter finns listade i Catalogue of Life.